# 早慶六連戦
早慶六連戦（そうけいろくれんせん）は、1960年11月6日から11月12日にかけて明治神宮野球場において早稲田大学と慶應義塾大学との間で行われた、東京六大学野球リーグ戦の早慶戦および優勝決定戦である。

## 決戦前の状況と戦前評
1960年秋季リーグ戦の優勝争いは、最終週の早慶戦を前にこのような状況だった。
1. 慶應：8勝2敗、勝ち点4
2. 早稲田：7勝3敗、勝ち点3

3位の法政以下、立教・明治・東大は全日程を終えて勝ち点3以下で、優勝の可能性は早慶2校に絞られた。
慶應が順調に勝ち点を積み上げたのに対して早稲田は直前の明治戦で4連戦の末に勝ち点を落としてしまった。
慶應は早慶戦で2勝して勝ち点を取れば優勝を果たす。一方早稲田が優勝するには連勝するか、2勝1敗で慶應と同勝ち点・同率となって優勝決定戦（勝ち点・勝率がリーグ戦全日程終了時にともに同じ場合は、規定により直接対決の成績などに関係なく1試合制の決定戦を行う。引き分けがあった場合は勝敗が決するまで再試合を繰り返す）に持ち込み、勝てば優勝と、慶應より厳しい条件となってしまった。
慶應にとっては優勝すれば8シーズンぶり。早稲田は前年の秋季リーグで立教との優勝決定戦に敗れ、この年の春季リーグは慶應に連敗して優勝を阻まれている。
慶應は投手に清沢忠彦、角谷隆、三浦清、丹羽弘と実力者を多数そろえ、打線も六大学最高打率を更新した榎本博明や、後にプロ入りする安藤統夫、大橋勲、渡海昇二ら強打者を擁していた。
対する早稲田は安藤元博、金沢宏の両サブマリンが投の軸だが、前年春季リーグでベストナインに選出された金沢は、練習中に指を痛め登板に不安を残す。野手陣は木次文夫、近藤昭仁といった好打者が卒業し、野村徹、徳武定之を中心とした守りのチームとなった。戦力的には慶應優位と言われており、優勝争いで一歩リードしていることから、この早慶戦を慶應優勢と見る声が多かった。
両校を指揮するのは早稲田が3年目・28歳の石井連藏、慶應は新監督で30歳の前田祐吉。

## 経過
※早慶両校に安藤姓の選手がいるため、それぞれ「安藤元」（安藤元博＝早稲田）「安藤統」（安藤統夫＝慶應）と表記する。
※責任投手名の右の（）内は1960年秋季リーグ戦の通算成績。決定戦の成績はリーグ戦の成績にチーム・個人とも反映させないので表記せず。

### 1回戦
11月6日
|              | 1 | 2 | 3 | 4 | 5 | 6 | 7 | 8 | 9 | R | H | E |
| ------------ | - | - | - | - | - | - | - | - | - | - | - | - |
| 早稲田大学   | 0 | 0 | 0 | 0 | 1 | 0 | 1 | 0 | 0 | 2 | 7 | 1 |
| 慶應義塾大学 | 0 | 0 | 0 | 0 | 0 | 0 | 0 | 0 | 1 | 1 | 6 | 1 |

1. 早：安藤元（9回）
2. 慶：清沢（4回2/3）、角谷（3回1/3）、丹羽（1回）
3. 勝利：安藤元（5勝）
4. 敗戦：清沢（2勝2敗）
5. 審判
［球審］宇野
［塁審］福村・有間・国武
6. 試合時間：2時間28分

| 早稲田大学 | 早稲田大学 | 早稲田大学        |
| 打順       | 守備       | 選手              |
| ---------- | ---------- | ----------------- |
| 1          | [左]       | 伊田保生（3年）   |
| 2          | [遊]       | 末次義久（2年）   |
| 3          | [二]       | 村瀬栄治（4年）   |
| 4          | [三]       | 徳武定之（4年）   |
| 5          | [中]       | 石黒行彦（3年）   |
| 6          | [捕]       | 野村徹（4年）     |
| 7          | [一]       | 村上唯三郎（1年） |
|            | 一         | 好田稔（4年）     |
| 8          | [右]       | 所正美（4年）     |
| 9          | [投]       | 安藤元博（3年）   |

| 慶應義塾大学 | 慶應義塾大学 | 慶應義塾大学    |
| 打順         | 守備         | 選手            |
| ------------ | ------------ | --------------- |
| 1            | [遊]         | 安藤統夫（3年） |
| 2            | [左]         | 榎本博明（2年） |
| 3            | [中]         | 渡海昇二（4年） |
| 4            | [捕]         | 大橋勲（2年）   |
|              | 走           | 北野昭也（3年） |
| 5            | [右]         | 小島郁夫（4年） |
| 6            | [一]         | 村木博（4年）   |
| 7            | [三]         | 村橋哲夫（4年） |
|              | 打           | 玉置忠夫（4年） |
|              | 三           | 田浦正昭（2年） |
| 8            | [二]         | 近藤良輔（4年） |
|              | 打           | 山田忠司（4年） |
|              | 二           | 宮田邦夫（4年） |
| 9            | [投]         | 清沢忠彦（3年） |
|              | 投           | 角谷隆（3年）   |
|              | 打           | 平島太助（2年） |
|              | 投           | 丹羽弘（3年）   |

早稲田が5回に先制。2死一,二塁として末次が代わった角谷から三塁線を破る適時二塁打を放つ。7回にも村瀬栄治が適時打を打って追加点を挙げた。慶應は安藤元を打ち崩せず、最終回に1死一,三塁から大橋の適時打で1点差に迫り、続く小島の中飛で二塁走者渡海がタッチアップするが三塁で封殺されて試合終了。

### 2回戦
11月7日
|              | 1 | 2 | 3 | 4 | 5 | 6 | 7 | 8 | 9 | R | H | E |
| ------------ | - | - | - | - | - | - | - | - | - | - | - | - |
| 慶應義塾大学 | 1 | 2 | 0 | 0 | 0 | 0 | 0 | 0 | 1 | 4 | 7 | 0 |
| 早稲田大学   | 0 | 0 | 1 | 0 | 0 | 0 | 0 | 0 | 0 | 1 | 1 | 1 |

1. 慶：三浦（1回）、角谷（8回）
2. 早：金沢（9回）
3. 勝利：角谷（3勝1敗）
4. 敗戦：金沢（3勝3敗）
5. 審判
［球審］小林
［塁審］坂本・梅沢・植田
6. 試合時間：2時間40分

| 慶應義塾大学 | 慶應義塾大学 | 慶應義塾大学    |
| 打順         | 守備         | 選手            |
| ------------ | ------------ | --------------- |
| 1            | [遊]         | 安藤統夫（3年） |
| 2            | [左]         | 榎本博明（2年） |
| 3            | [中]         | 渡海昇二（4年） |
| 4            | [捕]         | 大橋勲（2年）   |
| 5            | [右]         | 小島郁夫（4年） |
| 6            | [一]         | 村木博（4年）   |
| 7            | [三]         | 村橋哲夫（4年） |
|              | 三           | 田浦正昭（2年） |
| 8            | [二]         | 近藤良輔（4年） |
| 9            | [投]         | 三浦清（3年）   |
|              | 打           | 玉置忠夫（4年） |
|              | 走           | 島津行高（3年） |
|              | 投           | 角谷隆（3年）   |

| 早稲田大学 | 早稲田大学 | 早稲田大学        |
| 打順       | 守備       | 選手              |
| ---------- | ---------- | ----------------- |
| 1          | [左]       | 伊田保生（3年）   |
| 2          | [遊]       | 末次義久（2年）   |
| 3          | [二]       | 村瀬栄治（4年）   |
| 4          | [三]       | 徳武定之（4年）   |
| 5          | [中]       | 石黒行彦（3年）   |
| 6          | [捕]       | 野村徹（4年）     |
| 7          | [一]       | 村上唯三郎（1年） |
|            | 打         | 大井道夫（1年）   |
|            | 一         | 好田稔（4年）     |
| 8          | [右]       | 所正美（4年）     |
| 9          | [投]       | 金沢宏（4年）     |
|            | 打         | 奥村孝弘（4年）   |
|            | 走         | 前田光雄（4年）   |

後がなくなった慶應が雪辱し、逆王手をかけて3回戦に持ち込んだ。1回に榎本が三盗、このとき野村の送球が逸れて先制。2回には1死満塁から野選と押し出し四球で2点を加えた。2回から登板した角谷がロングリリーフで、早稲田打線をヒット1本に抑える好投を見せた。勝てば優勝だった早稲田は金沢の犠飛で挙げた1点のみで3回からは無安打。序盤の拙守の連発で優勝がお預けになってしまった。

### 3回戦
11月8日
|              | 1 | 2 | 3 | 4 | 5 | 6 | 7 | 8 | 9 | R | H | E |
| ------------ | - | - | - | - | - | - | - | - | - | - | - | - |
| 早稲田大学   | 1 | 0 | 0 | 0 | 0 | 0 | 0 | 1 | 1 | 3 | 4 | 0 |
| 慶應義塾大学 | 0 | 0 | 0 | 0 | 0 | 0 | 0 | 0 | 0 | 0 | 5 | 3 |

1. 早：安藤元（9回）
2. 慶：清沢（8回）、丹羽（1回）
3. 勝利：安藤元（6勝）
4. 敗戦：清沢（2勝3敗）
5. 審判
［球審］真田
［塁審］美山・植田・酒井
6. 試合時間：2時間36分

| 早稲田大学 | 早稲田大学 | 早稲田大学        |
| 打順       | 守備       | 選手              |
| ---------- | ---------- | ----------------- |
| 1          | [左]       | 伊田保生（3年）   |
|            | 左         | 鈴木勝夫（3年）   |
| 2          | [遊]       | 末次義久（2年）   |
| 3          | [中]       | 石黒行彦（3年）   |
| 4          | [三]       | 徳武定之（4年）   |
| 5          | [二]       | 村瀬栄治（4年）   |
| 6          | [捕]       | 野村徹（4年）     |
| 7          | [一]       | 村上唯三郎（1年） |
| 8          | [右]       | 所正美（4年）     |
| 9          | [投]       | 安藤元博（3年）   |

| 慶應義塾大学 | 慶應義塾大学 | 慶應義塾大学    |
| 打順         | 守備         | 選手            |
| ------------ | ------------ | --------------- |
| 1            | [遊]         | 安藤統夫（3年） |
| 2            | [左]         | 榎本博明（2年） |
|              | 打           | 玉置忠夫（4年） |
|              | 左           | 山田忠司（4年） |
| 3            | [中]         | 渡海昇二（4年） |
| 4            | [捕]         | 大橋勲（2年）   |
| 5            | [右]         | 小島郁夫（4年） |
| 6            | [一]         | 村木博（4年）   |
| 7            | [三]         | 田浦正昭（2年） |
|              | 打           | 田中勝芳（4年） |
|              | 三           | 村橋哲夫（4年） |
|              | 打           | 福岡啓助（3年） |
|              | 三           | 宮田邦夫（4年） |
| 8            | [二]         | 近藤良輔（4年） |
|              | 打           | 山本順三（4年） |
|              | 二           | 北野昭也（3年） |
| 9            | [投]         | 清沢忠彦（3年） |
|              | 打           | 夏目操（4年）   |
|              | 投           | 丹羽弘（3年）   |

勝って優勝決定戦に持ち込みたい早稲田は1回に徳武の犠飛で先制、8回に敵失で追加点、9回に徳武が本塁に突入し落球を誘ってダメ押し点（後述）。投げては安藤元が慶應打線を5安打に抑え込んで今季初完封。慶應は打線が沈黙してしまった。これにより早稲田が2勝1敗で勝ち点を挙げ、早慶ともに9勝4敗・勝ち点4と全く並んだため、早慶による優勝決定戦が行われることとなった。早慶2校による決定戦は1939年秋季（この年は春も早慶で決定戦を実施）以来、21年ぶりのこと（なお、1951年春季は立教も加わっての3校での決定戦がある）。

### 優勝決定戦第1戦
11月9日
|              | 1 | 2 | 3 | 4 | 5 | 6 | 7 | 8 | 9 | 10 | 11 | R | H | E |
| ------------ | - | - | - | - | - | - | - | - | - | -- | -- | - | - | - |
| 早稲田大学   | 0 | 0 | 0 | 0 | 0 | 0 | 0 | 0 | 1 | 0  | 0  | 1 | 6 | 0 |
| 慶應義塾大学 | 0 | 1 | 0 | 0 | 0 | 0 | 0 | 0 | 0 | 0  | 0  | 1 | 4 | 1 |

1. （延長11回・日没引き分け）
2. 早：安藤元（11回）
3. 慶：角谷（11回）
4. 審判
［球審］宇野
［塁審］福村・坂本・真田
5. 試合時間：2時間44分

| 早稲田大学 | 早稲田大学 | 早稲田大学        |
| 打順       | 守備       | 選手              |
| ---------- | ---------- | ----------------- |
| 1          | [左]       | 伊田保生（3年）   |
|            | 左         | 鈴木勝夫（3年）   |
| 2          | [遊]       | 末次義久（2年）   |
|            | 打         | 鈴木悳夫（2年）   |
|            | 走         | 前田光雄（4年）   |
|            | 遊         | 角田稔（2年）     |
| 3          | [中]       | 石黒行彦（3年）   |
| 4          | [三]       | 徳武定之（4年）   |
| 5          | [二]       | 村瀬栄治（4年）   |
| 6          | [捕]       | 野村徹（4年）     |
| 7          | [一]       | 好田稔（4年）     |
|            | 打         | 大井道夫（1年）   |
|            | 一         | 村上唯三郎（1年） |
| 8          | [右]       | 所正美（4年）     |
| 9          | [投]       | 安藤元博（3年）   |

| 慶應義塾大学 | 慶應義塾大学 | 慶應義塾大学    |
| 打順         | 守備         | 選手            |
| ------------ | ------------ | --------------- |
| 1            | [遊]         | 安藤統夫（3年） |
| 2            | [左]         | 山田忠司（4年） |
| 3            | [右]         | 小島郁夫（4年） |
| 4            | [中]         | 渡海昇二（4年） |
| 5            | [捕]         | 大橋勲（2年）   |
|              | 走           | 北野昭也（3年） |
|              | 捕           | 田中勝芳（4年） |
| 6            | [一]         | 村木博（4年）   |
| 7            | [三]         | 田浦正昭（2年） |
|              | 三           | 村橋哲夫（4年） |
| 8            | [二]         | 近藤良輔（4年） |
| 9            | [投]         | 角谷隆（3年）   |

翌日に行われた優勝決定戦は安藤元と角谷の投手戦になった。慶應は2回に3塁打の渡海を大橋が犠飛で返し先制するが安藤元から追加点を奪えない。一方の早稲田は角谷のカーブを打てず、9回まで来てしまった。しかし早稲田は1死から代打鈴木悳が右中間を破る3塁打、続く石黒が返し土壇場で同点に追いついた。
あとは両投手の投げ合いが続き、11回を終えたところで日没引き分けとなった（当時神宮には照明施設がなかった）。決定戦再試合はリーグ戦史上初めてのことだった。

### 優勝決定戦第2戦
11月11日
|              | 1 | 2 | 3 | 4 | 5 | 6 | 7 | 8 | 9 | 10 | 11 | R | H | E |
| ------------ | - | - | - | - | - | - | - | - | - | -- | -- | - | - | - |
| 早稲田大学   | 0 | 0 | 0 | 0 | 0 | 0 | 0 | 0 | 0 | 0  | 0  | 0 | 8 | 1 |
| 慶應義塾大学 | 0 | 0 | 0 | 0 | 0 | 0 | 0 | 0 | 0 | 0  | 0  | 0 | 7 | 1 |

1. （延長11回・日没引き分け）
2. 早：安藤元（11回）
3. 慶：角谷（5回2/3）、清沢（5回1/3）
4. 審判
［球審］宇野
［塁審］福村・坂本・真田
5. 試合時間：3時間8分

| 早稲田大学 | 早稲田大学 | 早稲田大学        |
| 打順       | 守備       | 選手              |
| ---------- | ---------- | ----------------- |
| 1          | [左]右左   | 伊田保生（3年）   |
| 2          | [遊]       | 末次義久（2年）   |
| 3          | [中]       | 石黒行彦（3年）   |
| 4          | [三]       | 徳武定之（4年）   |
| 5          | [二]       | 村瀬栄治（4年）   |
| 6          | [捕]       | 野村徹（4年）     |
| 7          | [右]       | 所正美（4年）     |
|            | 打         | 鈴木悳夫（2年）   |
|            | 右左右     | 鈴木勝夫（3年）   |
| 8          | [一]       | 村上唯三郎（1年） |
|            | 打         | 前田光雄（4年）   |
|            | 一         | 好田稔（4年）     |
| 9          | [投]       | 安藤元博（3年）   |

| 慶應義塾大学 | 慶應義塾大学 | 慶應義塾大学    |
| 打順         | 守備         | 選手            |
| ------------ | ------------ | --------------- |
| 1            | [遊]         | 安藤統夫（3年） |
| 2            | [左]         | 山田忠司（4年） |
|              | 打           | 玉置忠夫（4年） |
|              | 左           | 榎本博明（2年） |
| 3            | [右]         | 小島郁夫（4年） |
| 4            | [中]         | 渡海昇二（4年） |
| 5            | [捕]         | 大橋勲（2年）   |
| 6            | [一]         | 村木博（4年）   |
|              | 打           | 田中勝芳（4年） |
| 7            | [三]         | 田浦正昭（2年） |
|              | 三           | 村橋哲夫（4年） |
| 8            | [二]         | 近藤良輔（4年） |
| 9            | [投]         | 角谷隆（3年）   |
|              | 投           | 清沢忠彦（3年） |

1日おいて決定戦の再戦が行われ、前の試合で完投した安藤元と角谷がともに先発に立った。
早慶ともに連投の両エースを攻めたてチャンスを作るが、安藤元・角谷（6回途中から清沢に継投）ともに踏ん張り、得点を許さない。慶應は1回1死3塁を逸機、5回には1死2塁から安藤統がライト前に安打を放つが早稲田・所正美が好返球で得点を阻んだ。早稲田も苦手の角谷から再三ノーアウトで走者を出すもののあと1本が出ない。6回に代打鈴木悳の安打で所が本塁を突くがタッチアウト。重い展開のまま、前日に続いて延長戦へ。日没引き分けが迫ってきた11回の裏、慶應は無死1,3塁のチャンスを作るも満塁策をとった早稲田の必死の守りの前にホームを踏めず（後述）、この試合も引き分け。ついに、優勝の行方は6戦目＝優勝決定再々試合にもつれこんだ。

### 優勝決定戦第3戦
11月12日
|              | 1 | 2 | 3 | 4 | 5 | 6 | 7 | 8 | 9 | R | H | E |
| ------------ | - | - | - | - | - | - | - | - | - | - | - | - |
| 早稲田大学   | 0 | 2 | 0 | 0 | 1 | 0 | 0 | 0 | 0 | 3 | 7 | 0 |
| 慶應義塾大学 | 0 | 0 | 0 | 0 | 1 | 0 | 0 | 0 | 0 | 1 | 5 | 0 |

1. 早：安藤元（9回）
2. 慶：角谷（3回1/3）、清沢（1回2/3）、三浦（3回）、丹羽（1回）
3. 勝利：安藤元
4. 敗戦：角谷
5. 審判
［球審］宇野
［塁審］福村・坂本・真田
6. 試合時間：1時間40分

| 早稲田大学 | 早稲田大学 | 早稲田大学        |
| 打順       | 守備       | 選手              |
| ---------- | ---------- | ----------------- |
| 1          | [左]       | 伊田保生（3年）   |
| 2          | [遊]       | 末次義久（2年）   |
| 3          | [中]       | 石黒行彦（3年）   |
| 4          | [三]       | 徳武定之（4年）   |
| 5          | [二]       | 村瀬栄治（4年）   |
| 6          | [捕]       | 野村徹（4年）     |
| 7          | [右]       | 所正美（4年）     |
|            | 打右       | 鈴木勝夫（3年）   |
| 8          | [一]       | 村上唯三郎（1年） |
|            | 打         | 前田光雄（4年）   |
|            | 一         | 好田稔（4年）     |
| 9          | [投]       | 安藤元博（3年）   |

| 慶應義塾大学 | 慶應義塾大学 | 慶應義塾大学    |
| 打順         | 守備         | 選手            |
| ------------ | ------------ | --------------- |
| 1            | [遊]         | 安藤統夫（3年） |
| 2            | [左]         | 榎本博明（2年） |
| 3            | [中]         | 渡海昇二（4年） |
| 4            | [捕]         | 大橋勲（2年）   |
| 5            | [右]         | 小島郁夫（4年） |
| 6            | [一]         | 福岡啓助（3年） |
| 7            | [三]         | 田浦正昭（2年） |
| 8            | [二]         | 近藤良輔（4年） |
| 9            | [投]         | 角谷隆（3年）   |
|              | 投           | 清沢忠彦（3年） |
|              | 打           | 玉置忠夫（4年） |
|              | 走           | 島津行高（3年） |
|              | 投           | 三浦清（3年）   |
|              | 打           | 山田忠司（4年） |
|              | 投           | 丹羽弘（3年）   |

早稲田はこの試合も安藤元を先発させた。6戦中で5度目の先発となった。慶應も頼みのエース角谷を立てる。先制したのは早稲田で2回に安打と敵失で1死1,2塁として所がレフトの頭上を越える3塁打を放ち、一気に2点を奪う。5回には徳武が適時打を放って追加点を挙げた。慶應は5回裏に1死満塁のチャンスを作る。併殺崩れの間に1点を挙げ、なおも安藤統が痛烈なライナーを放つがライトの真っ正面に飛んでしまった。安藤元は連投の疲れも見せず、この後も慶應の追撃を抑えた。15時10分に試合が終了し、早稲田が3季ぶり20回目の優勝を果たした。

## 「伝説」
この六連戦では数々の名場面が生まれ、その死闘の連続も相まって、六連戦は現在まで語り継がれる「伝説」となった。
- 安藤元博は5試合に完投、特に第3戦からは4戦連続の完投で49イニング、564球を投げ抜いた。
- 第3戦の9回表1死3塁、早稲田の3塁走者徳武は野村の遊ゴロで本塁に突入した。タイミングは完全なアウトだったが徳武は右足を高く揚げて滑り込み、慶應の大橋捕手をはね飛ばして落球を誘いホームインした。ところが心配して大橋の様子をうかがおうと本塁へ戻った徳武を、センターから血相を変えて飛び込んできた渡海が突き飛ばし、双方選手入り乱れてあわや乱闘かという事態になった。事態は石井・前田両監督が鎮めたものの騒ぎは9回裏の慶應の攻撃になっても収まらず、興奮した3塁側慶應学生席から3塁を守る徳武に激しい野次とともに物が投げ込まれる。1933年の「リンゴ事件」の再来かと思われる最悪の事態となっていた。前田監督はとっさに3塁コーチボックスに立ち、いきり立つ学生席を鎮めた。
- 優勝決定戦の初戦、慶應は1点をリードして9回表を迎え、伊田保生を討ち取って優勝まであと2人まで迫った。ここで早稲田は2年生の鈴木悳夫を代打に起用、これが見事に当たって同点にこぎ着けた。まさに起死回生、試合を引き分けに持ち込んだのである。
- 続く再試合、慶應は11回裏に安藤の四球と榎本のエンドランで無死1,3塁のサヨナラ＝優勝のチャンスをつくった。早稲田は満塁策を取り、右打者の渡海に備えて肩の弱い伊田をライトに、強肩で守備固めの鈴木勝夫をレフトに回した。ところが早稲田の意に反して渡海の打球は代えたばかりの伊田の前に。誰もが犠牲フライで慶應の勝利と思った瞬間、伊田が好返球を送り3塁走者安藤統を刺してしまった。伊田の一世一代のバックホームで早稲田はまたも死の淵から甦り、続く6連戦目での勝利を呼び込んだのだった。安藤統はいまでもこのプレーを「セーフだった」と主張している。
- 安藤元は最下位だった明治戦で続けざまにノックアウト、不調のどん底だった。そこで早稲田の石井監督は安藤元にノースロー調整を命じる。傍目には安藤元は責任をとって干されたと見えたが、石井の師飛田穂洲が疲労回復のためにと助言したものだった。安藤元はその間走り込みに専念、これで調子を取り戻して6連戦の快投へとつながったのである。安藤元の球を全て受けた野村によれば、試合を重ねる毎に安藤元の調子は上がり、6連戦目はむしろ初戦のときより球がきていたという。実は石井は明治戦での不振は安藤元の精神がたるんでいるからと見て投げ込みを命じようとしており、飛田の一言がなければ、六連戦はもとより早慶戦で勝ち点を挙げていたかどうかわからなかったところである。
- 安藤元の好投とは対照的に早稲田の主砲・徳武は5戦目まで1安打1打点と不振を極めた。すでにプロ数球団から誘いを受けて進路に悩んでいたことに原因があると見た石井監督は徳武に早く球団を決めるよう促した。国鉄スワローズに入団を決めた徳武は、これで吹っ切れたかのように6戦目に試合を決定づける適時打を放った。
- 当時から東京六大学野球連盟の事務局を務めていた長船騏郎によれば、この年（1960年）、神宮に照明塔を設置するかどうか議論があったが結局設置しなかった（1952年に撤去していた→「明治神宮野球場」の項参照）。設置していれば、決定戦の日没引き分けもなく、6戦目までもつれることはなかったことになる（「東京六大学野球八十年史」、2005年）。
- 同じく長船の談だが、優勝決定戦引き分けの後に1日の中休みが入ったが、これは両校の疲労に配慮してのことではなく、チケットがなくなりその印刷に1日必要だったためである。（同上）
- この6戦中、ホームランは1本も出なかった。ワンバウンドでスタンドに入るエンタイトル三塁打（当時の神宮特別ルール）も1本のみ。全試合を通じて最高得点は4点止まり、1イニング3点以上のビッグイニングはなかった。
- 6戦目、慶應應援指導部が応援の秘密兵器にと用意していたチアリーダーが応援リーダー台に立った。ここに女性が立つのはこれが初めてで、その華麗な姿は満場を大いに盛り上げた。これが日本の野球応援にチアリーダーが登場した最初だといわれている。

この六連戦には連日満員（計38万人）の観客が詰めかけ、決定戦が引き分けに終わると次の試合のチケットを求める徹夜組の列が早速でき上がり、近くの青山霊園で古い卒塔婆を拝借して焚き火の材料にする者も出る始末だった。六連戦の模様はNHKだけでなく民放各局が連日放映、全国の注目を大いに集めた。当時の選手たちだけでなく早大の関係者、当時を知る野球ファンのなかでは、六連戦は「あの」という言葉を頭に付けて語られる。
この当時は1試合あたりの観客動員数でプロ野球との地位が逆転しつつあるときだった。六連戦と前後してプロ野球は徐々に観客数を伸ばし、国民的な人気スポーツの地位を確保した。一方六大学は少しずつ観客数を減らし、テレビ中継していた民放局も徐々に放映から撤退していく。そのため、この六連戦を“六大学最後の栄光”としてとらえる向きも存在する（長嶋茂雄の立教卒業→プロ野球入りの時機を転機とする意見もある）。

## 50年ぶりの早慶決戦
2010年の秋季リーグ戦は、優勝争いは最終戦の早慶戦に持ち越された。早稲田はこの試合に1勝でもすれば、慶應に勝ち点で並んでも勝率の関係で優勝が決まり、また慶應は連勝して勝ち点を上げれば、早慶同率となるため50年ぶりの早慶優勝決定戦に持ち込むという大一番となった。
- 10月30日が台風接近のため中止となり、第1試合は10月31日に行われ、早稲田・斎藤佑樹は1回、慶應・渕上仁に先頭打者ホームランを打たれる。しかしその後は再三のピンチをしのぎ好投する。しかし、6回に再び2点目を許しこの回で降板。早稲田は大石達也がリリーフできっちり抑えるが、慶應の竹内大助らが早稲田打線を2-0で完封、先勝した。
- 11月1日、早稲田優勝に王手は変わらずも、慶応が勝てば同点決勝に持ち込まれる注目の2回戦。初回から慶應打線の猛打が爆発。早稲田・福井優也を初回から捉え、初回の先制点に続き、3回・山崎錬が3ランホームラン。更に代わった大石から4回、投手福谷浩司の2ランホームランでダメを押す。早稲田は2回に挙げた1点しか返すことができず、7-1の圧勝で勝ち点4・勝ち星も8勝4敗で並び、優勝は1日空けた11月3日、この組み合わせでは50年ぶり、東京六大学野球連盟としても1990年秋季リーグ戦の立教大学対法政大学（立教が4-1で優勝）以来となる優勝決定戦に持ち越された。
- 11月3日の早慶優勝決定戦（この試合は回数無制限）は、内野席に超満員の観客（東京六大学野球としては1990年春季早慶2回戦以来の満員札止めとなった）、更に予定になかったテレビ放送が急きょ組まれる（NHK総合テレビジョン・スカイ・エー）ほどの注目が集まる中、神宮球場で開始された。早稲田は斎藤が登板し、7回まで慶應打線にヒットを許さない完璧な投球を見せる。打線もこれに応え、1回に3点をリード。更に5回-7回にも得点を上げる。特に5回は斎藤自らがタイムリー2塁打を放ち、リードを広げる貴重な追加点を挙げる。しかし、8回裏慶應打線に初ヒットを許すと猛攻を受け7-5と追い上げられるが、その後大石が抑えて反撃を止める。9回、早稲田が3点を挙げて10-5で逃げ切り、早稲田が42回目（4季ぶり）の優勝となった。
- この優勝によって出場権を得た第41回明治神宮野球大会では、決勝戦で菅野智之を擁する東海大学に勝利し初優勝。